# Boletina aculeata
Boletina aculeata är en tvåvingeart som beskrevs av Ostroverkhova 1979. Boletina aculeata ingår i släktet Boletina och familjen svampmyggor. Inga underarter finns listade i Catalogue of Life.